# FIFA Online 2

Logotipo de Electronic Arts

FIFA Online 2 é um jogo eletrônico gratuito de futebol lançado em março de 2006, desenvolvido pela EA Singapore, publicado pela Electronic Arts e distribuído pela EA Sports.
É considerado o mais popular da série, o único da série a ser espalhado por todo o Globo, fazendo muito sucesso em países latinos. Apesar do Download e atualizações demorados, os gráficos e jogabilidade facilitavam muito, chegou em 2013, ano do desligamento do seu motor, com um gráfico muito semelhante ao de FIFA 12. Teve seu motor desligado em 5 de novembro de 2013, curiosamente no dia do lançamento de FIFA World. A sua sequência, FIFA Online 3, foi lançado apenas para a Coreia do Sul.